# Pagoda

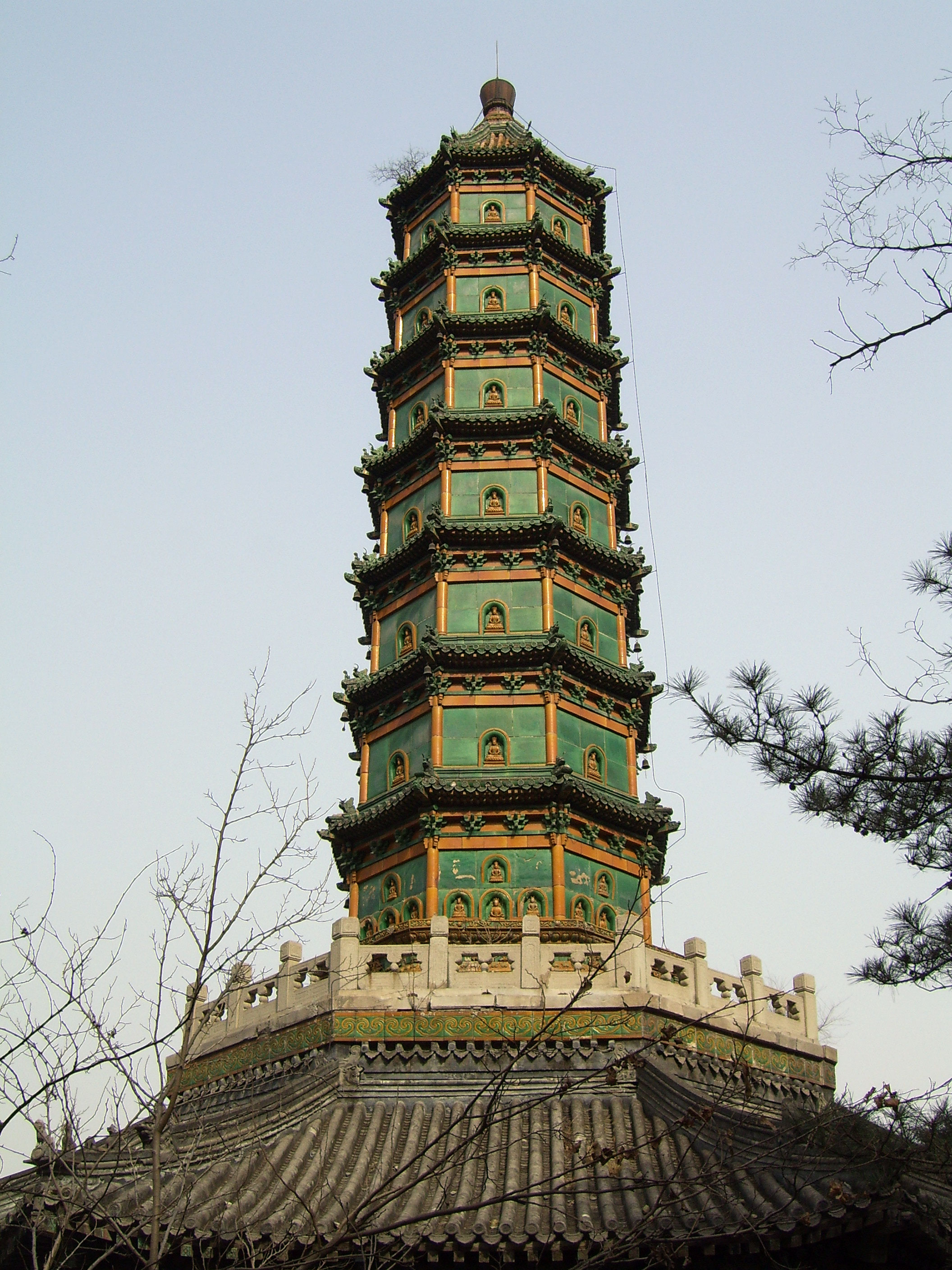
Majoliková pagoda v parku Xiangshan, Peking

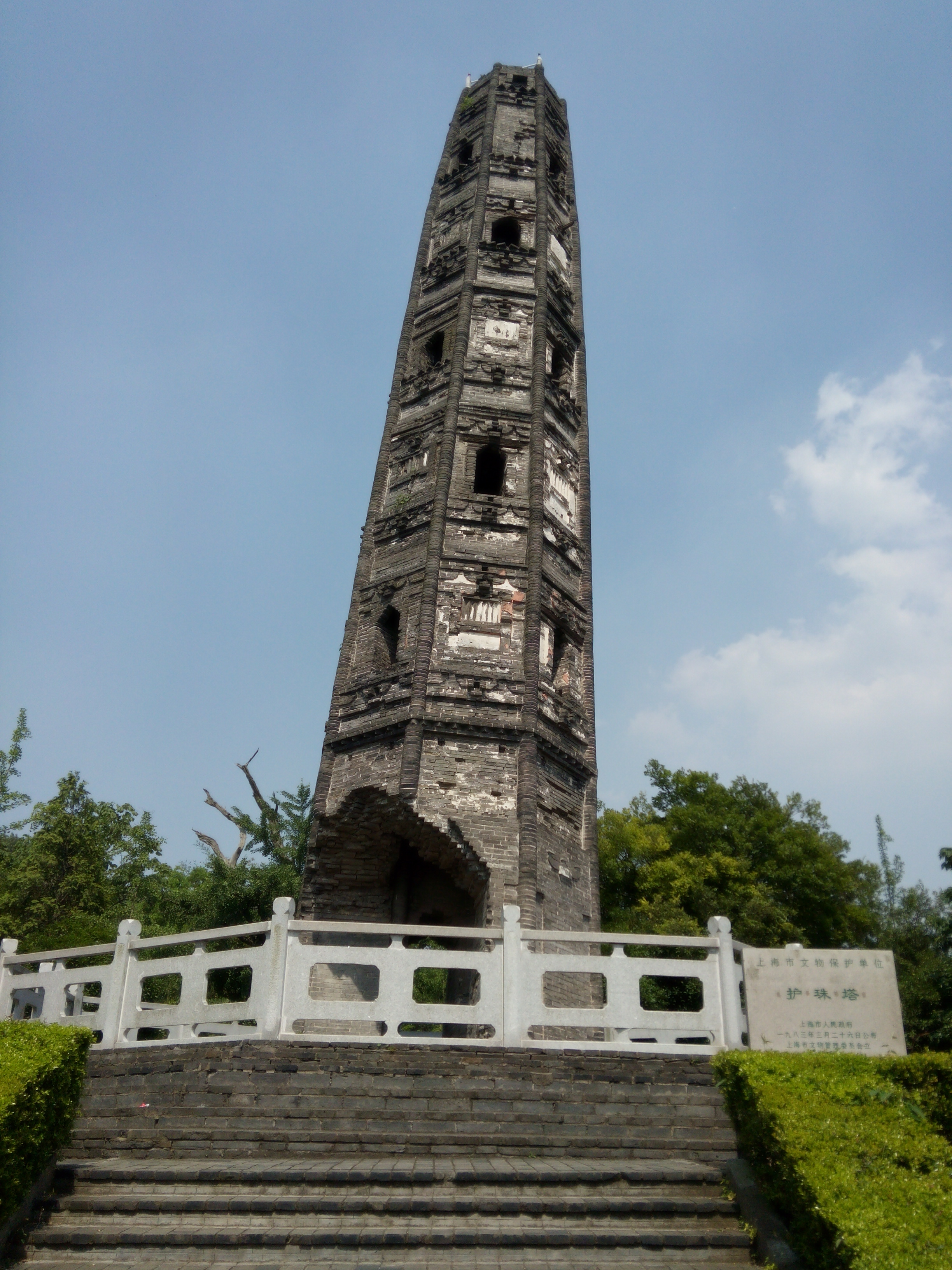
Šikmá pagoda v parku Chu-ču, Šanghaj

Pagoda je označení pro buddhistickou věžovou stavbu, která se vyvinula z indické stúpy a je běžná ve východní a jihovýchodní Asii.
Výraz pochází ze sanskrtského výrazu bhagavat ("posvátný, slavný", sanskrt. भगवत्), zkomoleného Portugalci. Pagoda měla původně sloužit, stejně jako stúpa, k uchovávání ostatků význačných mistrů či k uložení jiných cenných předmětů (súter aj.).
Pagody jsou obvykle stavěny v rámci chrámových komplexů či v jejich blízkosti. Většina pagod plní náboženskou funkci, někdy i funkce další - např. v Číně mají svým příhodným geomantickým umístěním ovlivňovat příznivě celý okolní prostor.
Termín pagoda může mít v různých zemích širší či ne zcela totožný význam: zatímco v Barmě či Thajsku může tento výraz často splývat s označením stúpa, ve Vietnamu se pagoda (viet. chùa) stala obecnějším pojmenováním pro kultovní místo a je jím běžně označován celý chrámový buddhistický komplex. V Číně (čín. 塔, výsl. tcha; pchin-jin ta) bývá výrazu užíváno i k označení taoistických svatyní podobného typu.
V různých zemích nabyly pagody, stejně jako stúpy, odlišných podob, projevujících se odlišnou vnější formou i celkovou výzdobou. Obvykle jsou pagody vícepatrové, čtyřhranné či osmihranné štíhlé věže, na jejichž vrcholu se nachází hrot s rozličným (většinou lichým) počtem kruhů. Někdy mají svým půdorysem napodobovat mandalu. Existují konstrukce ze dřeva, kamene i cihel. Umění věžových buddhistických staveb údajně pochází z Nepálu, nepálští stavitelští mistři jej pak přinesli do Číny, kde pagoda nabyla nových forem a dále se jako nejvýraznější typ náboženské stavby rozšířila do dalších zemí čínského kulturního okruhu (Japonsko, Korea, Vietnam).